# Illot de Binicodrell
L'Illot de Binicodrell és un illot situat davant la platja de Binigaus, en el terme municipal d'Es Migjorn Gran, Menorca.
Destaca la presència de la sargantana endèmica Podarcis lilfordi codrellensis.